# Nationella politiska unionen
Nationella politiska unionen (grekiska: Εθνική Πολιτική Ένωσις, Ethniki Politiki Enosis) var ett ultranationalistiskt politiskt parti i Grekland. Partiet grundades 1984 av den före detta juntaledaren Georgios Papadopoulos. Det hyllade militärstyret i Grekland 1967-74 men misslyckades att samla något större väljarstöd och lades till slut ner år 1996.

## Historia

### 1980-talet
Nationella politiska unionen grundades av den före detta översten Georgios Papadopoulos, dömd till livstids fängelse för sin tid som militärdiktator. Partiet var en av de utbrytargrupper som bildades efter splittringen 1981 av det ultrakonservativa partiet Ethniki Parataxi. Nationella politiska unionen krävde tidigt att medlemmar ur den gamla militärjuntan skulle släppas ur fängelse. Vid bildandet hävdades det att partiet hade runt 18 000 medlemmar i Grekland och bland greker utomlands. Nationella politiska unionen ställde upp i samma års Europaparlamentsval och vann 2,29% av rösterna och erhöll ett av Greklands 24 mandat. Dess inbjudan i november 1984 till Jean-Marie Le Pen, den franska extremhögerns frontfigur, att besöka Aten resulterade i storskaliga demonstrationer och våldsamheter. Parlamentsvalet i Grekland 1985 hölls i ett polariserat politiskt klimat men grekiska högerväljare stödde överväldigande det borgerligt konservativa Ny demokrati och EPEN erhöll bara 0,6% av rösterna. Ledare för partiets ungdomsförbund var Nikolaos Michaloliakos som dock redan 1985 valde att starta ett eget parti.

### 1990-talet
1989 års grekiska parlamentsval innebar en halvering av partiets röstandel till 0,3%. Inte heller Europaparlamentsvalet 1989 gav något mandat, uppmaningar till att samla den grekiska ytterhögern vann föga genomslag. Nationella politiska unionen ombildades samma år till Nationella partiet (Ethniko Komma). På agendan fanns nu nationalism med större vikt på främlingsfientlighet, uppblandat med modern nyliberal retorik. Omorganiseringen innebar ett skifte från en bakåtblickande politik kretsande kring frisläppandet av fängslade juntamedlemmar, återinförandet av monarkin i Grekland och andra nostalgiska inslag till en tydligare nationalistisk framtidsvision. I parlamentsvalen 1993 och 1996 vann Nationella partiet återigen mindre än en procent av rösterna. Inte heller de nationalistiska känslor som väcktes på grund av den makedonska namnkonflikten resulterade i ökat väljarstöd. Man uppnådde aldrig samma resultat som i EU-parlamentsvalet 1985 och stod därför ut bland Europas nationalistiska partier som annars växte kraftigt under 1990-talet; möjligtvis skadades partiet av kopplingen till den forne diktatorn. Nationella partiet löstes upp efter det grekiska parlamentsvalet 1996.

## Politisk plattform
Nationella politiska unionen hyllade den grekiska militärdiktaturen och hade en kraftigt nationalistisk prägel. Man fokuserade på lag och ordning, ville återupprätta "hellenska, kristna värderingar" i landet och även återuppta kampen mot kommunismen. Efter ombildandet till Nationella partiet anammades samma strategi som under 1990-talet gav ett uppsving för nationalister i resten av Europa, nämligen tungt fokus på främlingsfientlig retorik. Partiet propagerade även för etniska grekers rättigheter i utlandet och ville att områden bebodda av greker tillhörande andra stater skulle bryta sig loss. Den konservativa synen på moral och värderingar kombinerades med djup antisemitism; judarna beskylldes för att ha korrumperat de hellenska, kristna värderingarna i Grekland.